# Tunel Klimkovice
Tunel Klimkovice (též Klimkovický tunel) je dálniční tunel na dálnici D1 u města Klimkovice. Jedná se o jediný tunel na této dálnici. Nachází se na úseku 4707 Bílovec – Ostrava-Rudná, který byl dříve uvažovaný jako součást dálnice D47. Tunel byl postaven z důvodu ochrany životního prostředí a kvůli minimalizaci vlivu stavby dálnice D1 na Klimkovice a lázeňské zařízení Sanatoria Klimkovice v místní části Hýlov. Podle výsledků celostátního sčítání dopravy v roce 2020 tunelem denně v jednom směru projede průměrně 28 000 motorových vozidel (o 17 % více než při předchozím sčítání v roce 2016), což přibližně odpovídá průměrné intenzitě na dálniční síti ČR ve výši cca 30 700 vozidel/24h.

## Chronologie výstavby
- konec října 2004 – zahájeny práce na stavební jámě na ostravském portálu
- listopad 2004 – zahájeny práce na brněnském portálu
- 1. dubna 2005 – zahájena ražba z ostravské strany
- 23. května 2005 – slavnostní zahájení stavby úseku 4707 Bílovec – Ostrava-Rudná
- 30. června 2005 – zahájena ražba z brněnské strany
- 12. prosince 2005 – proražen tubus B (směr Ostrava – Brno)
- 15. února 2006 – proražen tubus A (směr Brno – Ostrava)
- 6. května 2008 – uvedení do provozu celého úseku 4707 Bílovec – Ostrava-Rudná včetně tunelu Klimkovice

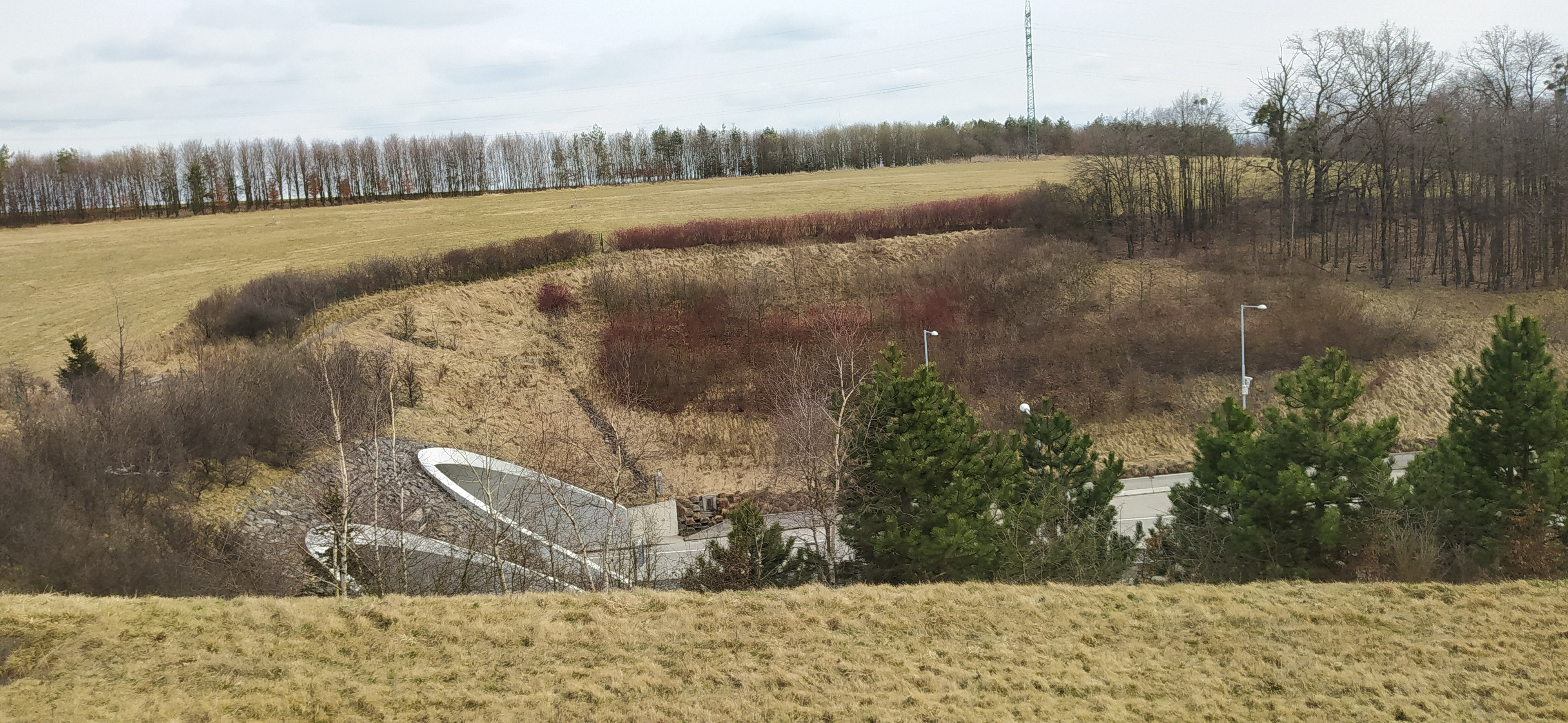

## Základní technické parametry
Tunel tvoří dva tubusy. Tubus A (směr Brno – Ostrava) je dlouhý 1076,826 m (z toho 864,823 m raženo a 165,83 m hloubeno na brněnské straně a 46,17 m na ostravské), tubus B (směr Ostrava – Brno) je dlouhý 1088,090 m (z toho raženo 875,273 m a hloubeno 166,4 m na brněnské straně a 46,4 m na ostravské). Tunel je široký 12,204 m, v místě nouzového zálivu 14,454 m, šířka mezi chodníky je 9,5 m, v místě nouzového zálivu 11,75 m a průjezdní výška je 4,8 m. Plocha výrubu je 120,17 m². Celkem bylo vyraženo 367,2 tisíc m³. Na stavbu bylo použito cca 110 tisíc m³ betonu a 1900 tun výztuže.

## Technické vybavení
Stavba tunelu představuje poměrně složitý stavební komplex vybavený řadou technických zařízení, která umožňují jeho provozování a zajištění jeho bezpečnosti. Mezi hlavní provozní celky tunelu patří:
- Vzduchotechnika – hlavní větrání (v každém tubusu 8 hlavních reverzních proudových axiálních ventilátorů s příkonem elektromotoru 30 kW), větrání tunelových propojek, větrání trafostanice a rozvoden.
- Vodní hospodářství – požární vodovod a čerpací stanice požární vody (automatická tlaková stanice).
- Energetika – trafostanice VN/NN (2x transformátor 1600 kVA) a záložní zdroj energie (dieselagregát 1250 kVA a rotační ÚPS 500 kVA).
- Bezpečnostní a detekční zařízení – elektrická požární signalizace (EPS), elektrická zabezpečovací signalizace (EZS), SOS hlásky (tísňové volání), systém televizního dohledu, ozvučení (informační rozhlas).
- Osvětlení – venkovní, akomodační (pásmo v délce 350 m pro přizpůsobení očí řidičů při vjezdu do tunelu), průjezdové a nouzové únikové osvětlení.
- Komunikační zařízení – telefonní a radiové spojení.
- Proměnné dopravní značení.
- Systém řízení a automatiky provozu – zajišťuje koordinovaný chod jednotlivých provozních celků tunelu.

Pro potřeby řídicího systému je tunel vybaven soustavou čidel pro detekci a měření fyzikálních a chemických veličin vně a uvnitř tunelu:
- CO, NO a opacity v tunelu,
- rychlosti proudění vzduchu v tunelu,
- počtu otáček a vibrací na ventilátorech,
- teploty a relativní vlhkosti,
- tlaku v požárním vodovodu,
- jasu pro akomodační osvětlení,
- energetických parametrů,
- detekci mlhy před portály tunelu.

## Bezpečnost tunelu
Zvýšenému riziku při nehodách a zejména při požárech musí být přizpůsobeno bezpečnostní a technologické vybavení tunelu, které závisí na zatřídění do shodné kategorie bezpečnosti definované technickými předpisy. Klimkovický tunel na základě své délky a intenzity dopravy ekvivalentních vozidel spadá do nejvyššího bezpečnostního standardu (kategorie TA dle TP98).  Tunel je navíc součástí transevropské silniční sítě, a jelikož je delší než 500 m, vztahují se na něj i ustanovení směrnice EU č. 2004/54/ES o minimálních bezpečnostních požadavcích na tunely transevropské silniční sítě, která předepisuje povinná opatření pro zajištění bezpečnosti provozu. 
Každý tubus obsahuje dva jízdní pruhy a maximální povolená rychlost je stanovena na 80 km/h, ačkoliv projekt počítal s rychlostí až 110 km/h. Tubusy propojuje 5 propojovacích chodeb sloužících k nouzové evakuaci lidí v případě nehody či požáru. Středová spojka obsahuje nouzové zálivy o délce 40 m a je vyvedena na povrch vertikální šachtou určenou pro přípojné kabely a požární vodovod. Kromě toho každý tubus obsahuje šest SOS výklenků obsahujících sebezáchranné prostředky, protipožární hydranty a spojení s integrovaným záchranným systémem. Dozor nad provozem v tunelu dohlíží dispečink ve Středisku správy a údržby dálnic ve Slovenské ulici v Ostravě. Pro stavbu byl poprvé v České republice používán tzv. protipožární beton. Ten obsahuje polypropylenová vlákna, která se v případě požáru vlivem vysoké teploty vypaří. V betonu tak vzniknou komůrky, do kterých se zahřátý beton může rozpínat. Zabrání se tak jeho pnutí a sníží možnost totální destrukce tunelové konstrukce.

## Monitoring dopravy v tunelu
Zařízení instalované v tunelu obsahuje indukční smyčky detekující průjezdy vozidel, vozovkové piezoelektrické snímače detekce náprav a kamerové systémy s vysokým rozlišením a infračerveným přísvitem rozpoznávající registrační značky projíždějících vozidel. Systém umožňuje okamžité porovnávání registračních značek projíždějících automobilů s databází odcizených vozidel. Jeho software také rozpoznává mezinárodní identifikační značky umístěné na vozidlech převážejících nebezpečné náklady.
Od roku 2016 je kamerový systém využíván k měření úsekové i okamžité rychlosti. Ze strany Magistrátu města Ostravy byla použitá technologie kritizována pro nedostatečnou schopnost spolehlivě rozpoznávat registrační značky. Provozovatel tunelu Ředitelství silnic a dálnic (ŘSD) tehdy pochybení odmítal s tím, že chybovost při čtení značek je do 10 %.
V roce 2017 byla zaznamenána nejvyšší rychlost 253 km/h, která byla naměřena ve zkušebním provozu kamerového systému, což je také důvod, proč se viníka nepodařilo identifikovat a potrestat.

## Náklady na realizaci
Celkové náklady na výstavbu byly zhruba 2,5 miliardy Kč.

## Geodetická dokumentace
Geodetická dokumentace skutečného provedení stavby byla provedena jako 3D dokumentace. Jejím zhotovitelem je Subterra a Geodis Brno. V soutěži o Technické dílo roku 2008 pořádaném Komorou geodetů a kartografů získala tato dokumentace druhé místo.

## Závady
Na technologii Klimkovického tunelu se více než v jiných tunelech projevil vliv agresivního prostředí v důsledku používání posypových solí. Došlo zde k silné degradaci materiálů, které ovlivnilo celkovou životnost technologických celků. Jedním z nejvíce postižených provozních souborů byla vzduchotechnika tunelu.
V červenci 2013 se ŘSD rozhodlo reklamovat Klimkovický tunel vzhledem k prosakování vody do tunelu. Zatékání vody způsobilo škody v řádu stamiliónů korun a jednalo se o nejzávažnější závadu na dálnici D1 v úseku mezi Lipníkem nad Bečvou a Ostravou. Kromě klimkovického tunelu správce dálnice kritizoval také kvalitu mostů a vozovky.

## Ocenění
Stavba tunelu získala hlavní cenu ve 3. ročníku soutěže Stavba Moravskoslezského kraje 2008 v kategorii dopravní, inženýrské a vodohospodářské stavby.